# Stan Smith (tenista)
Stanley Roger Smith, más conocido como Stan Smith, es un extenista estadounidense que brilló a comienzos de los años 1970. En 1971 logró alcanzar la final de Wimbledon y triunfar en el US Open. Al año siguiente lograría su único título de Wimbledon venciendo en la final al rumano Ilie Năstase por lo que acabaría el año como N.º 1 del mundo.
Junto a Bob Lutz formó una de las parejas de dobles más exitosas de los Estados Unidos con un récord de 13-1 en Copa Davis y varios títulos de Grand Slam en su haber.

## Biografía
Nacido en 1946 en la ciudad de Pasadena, California, Smith empezó a jugar al tenis universitario en la Universidad de California del Sur (donde obtuvo un grado en finanzas), con la cual obtuvo el título en individuales de la NCAA en 1968 y de dobles en 1967 y 1968 (junto a Bob Lutz).
Reconocido por su caballerosidad y con un estilo de saque potente y volea, empezó a ganar sus primeros laureles en el tenis fuera de la universidad. En 1968 participó en su primer encuentro de Copa Davis y sería la principal figura estadounidense de la copa en los siguientes años donde la Copa todavía estaba reservada para jugadores amateurs a pesar de la concreción de la Era Open en el circuito de tenis. Fue el mejor jugador de tenis estadounidense entre 1969-1973 y top ten mundial durante 6 años consecutivos.
En 1970 consiguió su primer título en la ciudad de Phoenix sobre canchas duras. Ese mismo año lograría alzarse con el primer Masters de la historia al conseguir 4 victorias y una derrota en la carpeta sintética de Tokio derrotando a las grandes figuras de la época como Rod Laver y Ken Rosewall.
En 1971 consiguió su primera final de individuales en Wimbledon, donde perdió en la final ante el australiano John Newcombe. Ese mismo año ganaría su primer grande al conquistar el US Open tras derrotar en la final al checoslovaco Jan Kodeš en la muerte súbita del cuarto set, la primera final de la historia de un Grand Slam en definirse por muerte súbita. A fin de año se ubicó segundo en el Masters jugado en París con 4 victorias y 2 derrotas.
En 1972 tuvo una actuación formidable con 8 títulos, incluido su único campeonato de individuales en Wimbledon. En la final derrotó al talentoso rumano Ilie Năstase 7-5 en el quinto set. A pesar de la ausencia de un ranking formal, Smith fue considerado por la prensa como el N.º 1 del mundo del año 1972.
Junto a su inseparable compañero Bob Lutz consiguieron 4 títulos del Abierto de los Estados Unidos y un Abierto de Australia además de una final en el Torneo de Roland Garros, una el US Open y 3 en Wimbledon.

## Copa Davis
Stan Smith es recordado como uno de los más grandes jugadores de Copa Davis de toda la historia. Estuvo presente en 7 conquistas de la ensaladera de plata por parte de Estados Unidos y en una octava en la que no participó en la final. Compitió en ella durante 11 años tanto en individuales como en dobles en un total de 24 series. Entre 1968 y 1973, Estados Unidos estableció un récord de 17 victorias consecutivas, 14 de las cuales incluyeron a Smith.
Su primera participación fue en 1968 junto a Lutz en la victoria estadounidense sobre México. Ese año Smith participaría de otras 3 series, incluida la final ante Australia en la que junto a Lutz derrotarían en el dobles a la pareja formada por John Alexander y Ray Ruffels en Adelaida.
En 1969 se haría presente en la final ante Rumanía tanto en los sencillos como en el dobles. Sus victorias en singles ante Ion Tiriac e Ilie Nastase y en dobles junto a Lutz ante la pareja rumana le darían la segunda copa consecutiva a los Estados Unidos, esta vez de locales en Cleveland.
En 1970 se haría presente solo en el dobles de la final ante Alemania en Cleveland. Junto a Lutz derrotarían a la pareja formada por Wilhelm Bungert y Christian Kuhnke con el que darían el 3-0 decisivo para ganar la copa Davis.
En 1971 vuelve a participar en los sencillos y dobles en la final ante Rumania en Charlotte. Esta vez la serie fue más luchada pero igual se terminó imponiendo EE. UU. con las victorias de Smith ante Nastase y Tiriac. Formando pareja con Erik Van Dillen perderían ante la dupla rumana.
En 1972 formaría parte de las 5 series rumbo al título. En semifinales tuvieron un durísimo escollo ante la España de Andrés Gimeno y Juan Gisbert en canchas lentas en Barcelona. Smith perdería el primer partido ante Gimeno, pero su victoria junto Van Dillen en el dobles y el último punto de la serie ante Gisbert serían cruciales para que EE. UU. alcance su quinta final consecutiva, otra vez ante Rumania, pero esta vez en Bucarest sobre polvo de ladrillo. Rumanía partía como amplio favorito debido a la localía, la superficie y el excelente momento que pasaba Nastase. En una de las finales de Copa Davis más recordadas de la historia Smith hizo historia al vencer en el primer día a Nastase por 11-9 6-2 6-3 ante una ruidosa multitud rumana y jueces de línea extremadamente localistas. Luego, junto a Van Dillen, derrotaron cómodamente a la pareja Nastase-Tiriac. Con la serie 2-1 a favor, Smith salió a jugar ante el combativo Tiriac y luego de 5 tensos sets, Smith se llevó la victoria y la quinta ensaladera consecutiva para los Estados Unidos. Luego Smith diría: "tuve que concentrarme tanto que me daba dolor de cabeza" en alusión a las condiciones adversas que debieron soportar.
En 1973, EE. UU. alcanzaría su sexta final consecutiva, pero esta vez la victoria les fue esquiva perdiendo 5-0 en la final ante Australia en Cleveland, en el que fue considerado uno de los mejores equipos de Copa Davis de la historia con Rod Laver, Ken Rosewall y John Newcombe. Ese fue el primer año en que se permitió competir a jugadores profesionales en 
Copa Davis. En la final, Smith perdería sus dos singles y el dobles junto a Van Dillen.
En 1978, EE. UU. se volvería a llevar la ensaladera y otra vez estaría Smith colaborando. A pesar de haber pasado sus mejores épocas, Smith seguía siendo un excelente jugador de dobles y lo demostró cuando junto a Bob Lutz derrotaron en la final a los británicos Mark Cox y John Lloyd en Rancho Mirage, Estados Unidos.
Al año siguiente seguiría siendo un activo partícipe del dobles dándole, junto a Lutz, la victoria en la final sobre los italianos Adriano Panatta y Paolo Bertolucci en San Francisco.
Su última aparición en la Copa sería en 1981 en las semifinales ante Checoslovaquia donde, junto a Lutz, derrotaron a Tomáš Šmíd e Ivan Lendl en Nueva York. Ese año EE. UU. se volvería a llevar la Copa al derrotar a Argentina en la final.

## Otros aspectos
En 1987 fue introducido al Salón Internacional de la Fama del tenis.
Adidas tuvo un modelo de zapatillas de tenis con su nombre, muy populares durante los años 80, que fue actualizado en 1998, pasándose a llamar "Stan Smith Millenium". Es uno de los más vendidos de todos los tiempos y tan popular que como dijo él mismo: "Mucha gente piensa en mí, sólo como un par zapatillas de tenis, especialmente las nuevas generaciones".
Fue considerado como uno de los 21 mejores jugadores de la historia por Jack Kramer en 1979. En 2005 fue ubicado en el puesto N.º 35 dentro de los 40 mejores jugadores de la historia de la Era Abierta, ranking que también incluía a mujeres, por la revista TENNIS.
Tiene una academia de tenis en Hilton Head denominada "Smith Steams Tennis Academy".
Fue capitán del equipo estadounidense de tenis de los Juegos Olímpicos de Sídney 2000 que consiguió 3 medallas (2 de oro). Tiene 4 hijos.

## Torneos de Grand Slam

### Campeón Individuales (2)
| Año  | Torneo    | Oponente en la final | Resultado           |
| 1971 | US Open   | Jan Kodeš            | 3-6 6-3 6-2 7-6     |
| 1972 | Wimbledon | Ilie Năstase         | 4-6 6-3 6-3 4-6 7-5 |

### Finalista individuales(1)
| Año  | Torneo    | Oponente en la final | Resultado           |
| 1971 | Wimbledon | John Newcombe        | 3-6 7-5 6-2 4-6 4-6 |

### Campeón dobles (5)
| Año  | Torneo               | Pareja   | Oponentes en la final          | Resultado           |
| 1968 | US Open              | Bob Lutz | Arthur Ashe Andrés Gimeno      | 11-9 6-1 7-5        |
| 1970 | Abierto de Australia | Bob Lutz | John Alexander Phil Dent       | 8-6 6-3 6-4         |
| 1974 | US Open              | Bob Lutz | Patricio Cornejo Jaime Fillol  | 6-3 6-3             |
| 1978 | US Open              | Bob Lutz | Marty Riessen Sherwood Stewart | 1-6 7-5 6-3         |
| 1980 | US Open              | Bob Lutz | Peter Fleming John McEnroe     | 7-6 3-6 6-1 3-6 6-3 |

### Finalista dobles (8)
| Año  | Torneo        | Pareja          | Oponentes en la final       | Resultado             |
| 1971 | Roland Garros | Tom Gorman      | Arthur Ashe Marty Riessen   | 8-6 6-4 3-6 4-6 9-11  |
| 1971 | US Open       | Erik Van Dillen | John Newcombe Roger Taylor  | 7-6 3-6 6-7 6-4 6-7   |
| 1972 | Wimbledon     | Erik Van Dillen | Bob Hewitt Frew McMillan    | 2-6 2-6 7-9           |
| 1974 | Roland Garros | Bob Lutz        | Dick Crealy Onny Parun      | 3-6 2-6 6-3 7-5 1-6   |
| 1974 | Wimbledon     | Bob Lutz        | John Newcombe Tony Roche    | 6-8 4-6 4-6           |
| 1979 | US Open       | Bob Lutz        | Peter Fleming John McEnroe  | 2-6 4-6               |
| 1980 | Wimbledon     | Bob Lutz        | Peter McNamara Paul McNamee | 6-7(5) 3-6 7-6(4) 4-6 |
| 1981 | Wimbledon     | Bob Lutz        | Peter Fleming John McEnroe  | 4-6 4-6 4-6           |

## Títulos en la Era Abierta (89)

### Individuales (35)
| Leyenda                |
| Grand Slam (2)         |
| Tennis Masters Cup (1) |
| ATP Tour (32)          |

| N.º | Fecha                    | Torneo                              | Superficie    | Oponente en la final | Resultado             |
| --- | ------------------------ | ----------------------------------- | ------------- | -------------------- | --------------------- |
| 1.  | 11 de octubre de 1970    | Phoenix, Estados Unidos             | Dura          | Jim Osborne          | 6-3 6-7 6-1           |
| 2.  | 26 de octubre de 1970    | Estocolmo, Suecia                   | Moqueta       | Arthur Ashe          | 5-7 6-4 6-4           |
| 3.  | 5 de diciembre de 1970   | Tokio Masters, Japón                | Moqueta       | Grupo de 6 jugadores | 4 Victorias 1 Derrota |
| 4.  | 26 de abril de 1971      | París, Francia                      | Tierra batida | Francois Jauffret    | 6-2 6-4 7-5           |
| 5.  | 14 de junio de 1971      | Queen's Club, Londres, Gran Bretaña | Césped        | John Newcombe        | 8-6 6-3               |
| 6.  | 2 de agosto de 1971      | Cincinnati, Estados Unidos          | Tierra batida | Juan Gisbert         | 7-6 6-3               |
| 7.  | 1 de septiembre de 1971  | US Open, Nueva York                 | Césped        | Jan Kodeš            | 3-6 6-3 6-2 7-6       |
| 8.  | 21 de febrero de 1971    | Salisbury, Estados Unidos           | Moqueta       | Ilie Năstase         | 5-7 6-2 6-3 6-4       |
| 9.  | 28 de febrero de 1972    | Nueva York, Estados Unidos          | Moqueta       | Juan Gisbert         | 4-6 7-5 6-4 6-1       |
| 10. | 6 de marzo de 1972       | Hampton, Estados Unidos             | Moqueta       | Ilie Năstase         | 6-3 6-2 6-7 6-4       |
| 11. | 13 de marzo de 1972      | Washington D. C., Estados Unidos    | Moqueta       | Jimmy Connors        | 4-6 6-1 6-3 4-6 6-1   |
| 12. | 26 de junio de 1972      | Wimbledon, Gran Bretaña             | Césped        | Ilie Năstase         | 4-6 6-3 6-3 4-6 7-5   |
| 13. | 11 de septiembre de 1972 | Sacramento, Estados Unidos          | Dura          | Colin Dibley         | 6-4 5-7 6-4 6-4       |
| 14. | 18 de septiembre de 1972 | Los Ángeles, Estados Unidos         | Dura          | Roscoe Tanner        | 6-4 6-4               |
| 15. | 30 de octubre de 1972    | Paris Indoor, Francia               | Dura          | Andrés Gimeno        | 6-2 6-2 7-5           |
| 16. | 6 de noviembre de 1972   | Estocolmo, Suecia                   | Dura          | Tom Okker            | 6-4 6-3               |
| 17. | 6 de febrero de 1973     | Filadelfia WCT, Estados Unidos      | Moqueta       | Robert Lutz          | 7-6(2) 7-6(5) 4-6 6-4 |
| 18. | 19 de marzo de 1973      | Atlanta WCT, Estados Unidos         | Tierra batida | Rod Laver            | 6-3 6-4               |
| 19. | 26 de marzo de 1973      | Saint Louis WCT, Estados Unidos     | Moqueta       | Rod Laver            | 6-4 3-6 6-4           |
| 20. | 2 de abril de 1973       | Múnich WCT, Alemania                | Moqueta       | Cliff Richey         | 6-1 7-5               |
| 21. | 9 de abril de 1973       | Bruselas WCT, Bélgica               | Moqueta       | Rod Laver            | 6-2 6-4 6-1           |
| 22. | 23 de abril de 1973      | Gotemburgo WCT, Suecia              | Moqueta       | John Alexander       | 5-7 6-4 6-2           |
| 23. | 9 de mayo de 1973        | Dallas WCT, Estados Unidos          | Moqueta       | Arthur Ashe          | 6-3 6-3 4-6 6-4       |
| 24. | 9 de julio de 1973       | Bastad, Suecia                      | Tierra batida | Manuel Orantes       | 6-4 6-2 7-6           |
| 25. | 18 de febrero de 1974    | Hempstead, Estados Unidos           | Dura          | John Newcombe        | 6-4 3-6 6-4           |
| 26. | 22 de abril de 1974      | Saint Louis, Estados Unidos         | Tierra batida | Alex Metreveli       | 6-2 3-6 6-2           |
| 27. | 17 de junio de 1974      | Nottingham, Gran Bretaña            | Césped        | Alex Metreveli       | 6-3 1-6 6-3           |
| 28. | 22 de julio de 1974      | Chicago, Estados Unidos             | Moqueta       | Marty Riessen        | 3-6 6-1 6-4           |
| 29. | 19 de octubre de 1975    | Sídney Indoor, Australia            | Dura          | Robert Lutz          | 7-6 6-2               |
| 30. | 28 de marzo de 1977      | Los Ángeles PSW                     | Moqueta       | Brian Gottfried      | 6-4 2-6 6-3           |
| 31. | 21 de agosto de 1978     | Atlanta, Estados Unidos             | Dura          | Eliot Teltscher      | 4-6 6-1 2-1 ab        |
| 32. | 29 de octubre de 1978    | Viena, Austria                      | Dura          | Balasz Taroczy       | 4-6 7-6 7-6 6-3       |
| 33. | 13 de agosto de 1979     | Cleveland, Estados Unidos           | Dura          | Ilie Năstase         | 7-6 7-5               |
| 34. | 22 de octubre de 1979    | Viena, Austria                      | Dura          | Wojtek Fibak         | 6-4 6-0 6-2           |
| 35. | 17 de marzo de 1980      | Fráncfort, Alemania                 | Moqueta       | Johan Kriek          | 2-6 7-6 6-2           |

### Finalista en individuales (19)
- 1970: Indianápolis (pierde ante Cliff Richey)
- 1971: Charlotte (pierde ante Arthur Ashe)
- 1971: Wimbledon (pierde ante John Newcombe)
- 1971: París Masters (2.º, 4 victorias y 2 derrotas)
- 1972: Barcelona Masters (pierde ante Ilie Năstase)
- 1973: La Costa WCT (pierde ante Colin Dibley)
- 1973: Paris Indoor (pierde ante Ilie Năstase)
- 1974: La Costa WCT (pierde ante John Newcombe)
- 1975: Toronto Indoor WCT (pierde ante Harold Solomon)
- 1975: San Antonio WCT (pierde ante Dick Stockton)
- 1975: Tokio Indoor (pierde ante Robert Lutz)
- 1976: Memphis WCT (pierde ante Vijay Amritraj)
- 1976: Columbus (pierde ante Roscoe Tanner)
- 1977: Springfield (pierde ante Guillermo Vilas)
- 1977: Hampton (pierde ante Sandy Mayer)
- 1978: Denver (pierde ante Jimmy Connors)
- 1979: Newport (pierde ante Brian Teacher)
- 1980: Palm Harbor (pierde ante Paul McNamee)
- 1980: Manchester (pierde ante Roscoe Tanner)